# La Grande Panne
La Grande Panne est un roman de science-fiction de l'écrivain français Théo Varlet publié en 1930 aux Éditions des Portiques. Ce classique du merveilleux-scientifique met en scène l'invasion de la Terre par une forme de vie venue de l'espace, appelée la Xénobie. Cette entité extraterrestre qui s'étend sous forme de lichen grâce à l'électricité, met en danger toute la civilisation humaine.

## Intrigue
Une jeune astronaute, Aurore Lescure, devient le premier être humain à s'envoler dans l'espace. Elle rapporte de sa mission des échantillons de météorites qui contiennent des germes d'une forme de vie inconnue, la Xénobie. Arrivée sur Terre, celle-ci s'étend sous forme de lichen en se nourrissant de l'électricité, s'installant sur les lignes électriques pour développer son expansion. Les humains doivent faire face à cette espèce invasive qui ne cesse de s'adapter.

## Éditions
- Les Éditions des Portiques, 1930
- La Presse, parution en feuilleton de février à mars 1931
- Publications de l'Amitié par le Livre, 1936
- BNF Éditions, coll. « Les Orpailleurs », 2017

## Postérité
Lors de la réédition de l'ouvrage en 1936, Théo Varlet annonce la prochaine parution d'une suite sous le titre Les Naufragés d'Eros. Ce roman est finalement publié à titre posthume en 1943 sous le titre Aurore Lescure, pilote d'astronef dans lequel la pilote Aurore Lescure reprend du service pour visiter Eros, une planète dominée par les lézards.
Par ailleurs, l'auteur précise en préface de cette réédition qu'une nouvelle parue en octobre 1931 dans le magazine Wonder Stories, de l'écrivain américain Rowley Hilliard, intitulée Death From the Stars, reprend la même intrigue que La Grande Panne. C'est pourquoi il rappelle l'antériorité de son récit paru l'année précédente et remercie Régis Messac de lui avoir signalé l'existence du récit américain qu'il taxe de plagiat.

## Hommages
Dans la série de bande dessinée La Brigade chimérique, les auteurs Serge Lehman et Fabrice Colin mettent en scène le retour de la Xénobie. En effet, dans cette série qui rend hommage à la science-fiction européenne de l'entre-deux-guerres, un échantillon de Xénobie, qui était stocké à l'Institut du radium, parvient à s'échapper et menace à nouveau Paris. L'intervention de la Brigade chimérique permet de mettre fin à ce danger en lui permettant de quitter la Terre. La Xénobie revient une nouvelle fois à Paris dans La Brigade chimérique - Ultime Renaissance entrainant malgré elle le Titan de l'Espace qui menace de détruire toute forme de vie sur Terre.
Dans le roman La Grande Panne (2020), Hadrien Klent rend un hommage explicite au roman, que ce soit par le titre, par quelques citations en fin de l’ouvrage et aussi par certaines réflexions sur les conséquences qu’aurait une panne d’électricité en France et plus largement dans le monde.